# Niotaze (Kansas)
Niotaze est une ville américaine située dans le comté de Chautauqua, au Kansas. Selon le recensement de 2010, sa population est de 82 habitants.